# Геллімондит
Геллімондит — мінерал, ураніларсенат свинцю.

## Загальний опис
Формула: Pb2[(UO2)(AsO4)2]nH2O.
Сингонія триклінна.
Утворює тонкі кристалічні нальоти, рідше дрібні (0,3-0,4 мм) таблитчасті кристалики.
Колір жовтий.
Злом слабко раковистий.
Блиск алмазний.
Риса блідо-жовта.
Знайдений у великих кількостях разом з міметезитом і гюгелітом у роговиковій брекчії свинцево-цинкової жили Міхаельс у Шварцвальді (ФРН).